# Episodi di The Middle (terza stagione)
La terza stagione della serie televisiva The Middle è stata trasmessa dal canale statunitense ABC dal 21 settembre 2011 al 23 maggio 2012.
In Italia è andata in onda in anteprima assoluta dal 20 aprile al 6 luglio 2012 su Joi, canale a pagamento della piattaforma Mediaset Premium. In chiaro viene trasmessa dal 2 aprile al 3 maggio 2013 su Italia 1.
| nº | Titolo originale             | Titolo italiano                | Prima TV USA      | Prima TV Italia |
| -- | ---------------------------- | ------------------------------ | ----------------- | --------------- |
| 1  | Forced Family Fun (Part One) | Campeggio, ti odiamo!          | 21 settembre 2011 | 20 aprile 2012  |
| 2  | Forced Family Fun (Part Two) | Signorina Sue!                 | 21 settembre 2011 | 20 aprile 2012  |
| 3  | Hecking Order                | La secchiona ottimista         | 28 settembre 2011 | 27 aprile 2012  |
| 4  | Major Changes                | Tutta colpa di Axl!            | 5 ottobre 2011    | 27 aprile 2012  |
| 5  | The Test                     | Il test d'ammissione           | 12 ottobre 2011   | 4 maggio 2012   |
| 6  | Bad Choices                  | Acqua a catinelle!             | 19 ottobre 2011   | 4 maggio 2012   |
| 7  | Halloween II                 | Domani è un altro giorno       | 26 ottobre 2011   | 11 maggio 2012  |
| 8  | Heck's Best Thing            | Smf: silenziosa ma Frankie     | 2 novembre 2011   | 11 maggio 2012  |
| 9  | The Play                     | Il mago di Oz                  | 16 novembre 2011  | 18 maggio 2012  |
| 10 | Thanksgiving III             | Il giorno del Ringraziamento 3 | 23 novembre 2011  | 18 maggio 2012  |
| 11 | A Christmas Gift             | Il regalo di Natale            | 7 dicembre 2011   | 25 maggio 2012  |
| 12 | Year of the Hecks            | Arriva l'anno nuovo            | 4 gennaio 2012    | 25 maggio 2012  |
| 13 | The Map                      | La mappa                       | 11 gennaio 2012   | 1º giugno 2012  |
| 14 | Hecking It Up                | Il Super Bowl                  | 18 gennaio 2012   | 1º giugno 2012  |
| 15 | Valentine's Day III          | Il bacio alla francese         | 8 febbraio 2012   | 8 giugno 2012   |
| 16 | The Concert                  | Il concerto                    | 15 febbraio 2012  | 8 giugno 2012   |
| 17 | The Sit Down                 | Riunione di famiglia           | 22 febbraio 2012  | 15 giugno 2012  |
| 18 | Leap Year                    | Il gatto                       | 29 febbraio 2012  | 15 giugno 2012  |
| 19 | The Paper Route              | Giornali e batterie            | 14 marzo 2012     | 22 giugno 2012  |
| 20 | Get Your Business Done       | Affari in sospeso              | 11 aprile 2012    | 22 giugno 2012  |
| 21 | The Guidance Counselor       | Chiamatemi Suki!               | 2 maggio 2012     | 29 giugno 2012  |
| 22 | The Clover                   | Il quadrifoglio                | 9 maggio 2012     | 29 giugno 2012  |
| 23 | The Telling                  | La spia                        | 16 maggio 2012    | 6 luglio 2012   |
| 24 | The Wedding                  | Il matrimonio                  | 23 maggio 2012    | 6 luglio 2012   |

## Il giorno del Ringraziamento 3
- Titolo originale: Thanksgiving III
- Diretto da: Elliot Hegarty
- Scritto da: Tim Hobert

### Trama
- Guest star: Jerry Van Dyke (Tag Spence)

## Chiamatemi Suki
- Titolo originale: The Guidance Counselor
- Diretto da: Lee Shallat Chemel
- Scritto da: Jana Hunter e Mitch Hunter

### Trama
- Guest star: Whoopi Goldberg (consigliere degli studenti)